# Doble negativo

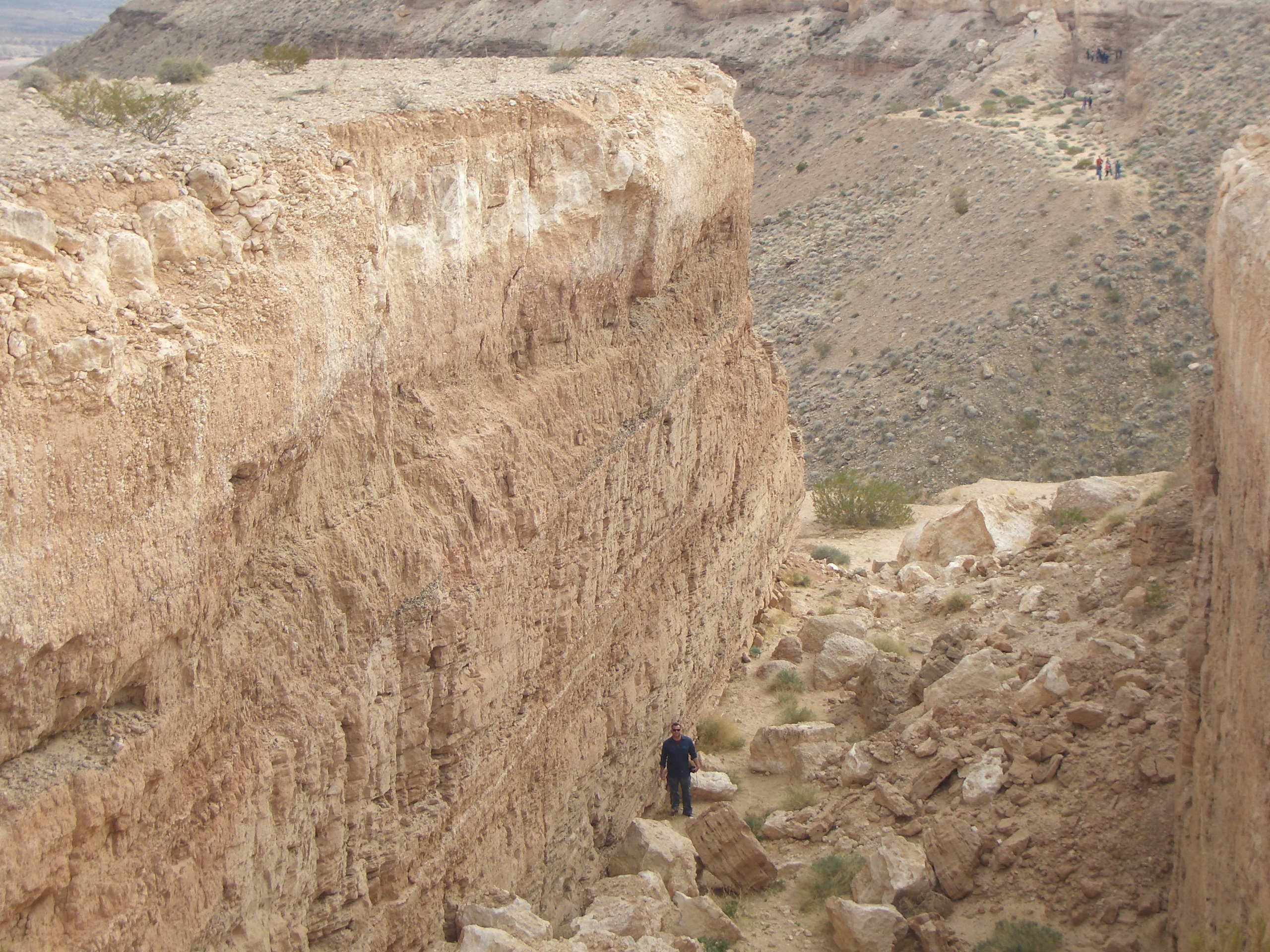
Una vista de Doble negativo. Desde el extremo norte mirando hacia el sur.

Doble negativo (Double Negative) es una pieza de land art ubicada en Moapa Valley en Mormon Mesa (o Virgin River Mesa) cerca de Overton, Nevada. Doble negativo fue completada en 1970 por el artista Michael Heizer.
La obra consiste en una larga zanja en la tierra de 9 metros de ancho, 15 metros de profundidad, y 457 metros de largo, creada por desplazamiento de 244000 toneladas de roca, principalmente riolita y arenisca. Dos trincheras se encuentran a ambos lados de un cañón natural (en el que el material excavado fue descargado). Por lo tanto, el "negativo" en el título se refiere en parte tanto al espacio natural como al hecho por el hombre (espacio negativo) que constituye la obra. El trabajo consiste esencialmente en lo que no está allí, lo que ha sido desplazado.
En 1969 la comerciante de arte Virginia Dwan financió la compra del lugar de 60 acres para Doble negativo. Dwan donó la obra al Museo de Arte Contemporáneo de Los Angeles (MoCA) en 1984, con el permiso de Heizer, para coincidir con la exposición  “In Context: Michael Heizer, Geometric Extraction”. Entre los términos del acuerdo con el museo está el hecho de que, según los deseos del artista, MoCA no emprenderá la conservación de la pieza ya que Heizer indicó que la naturaleza eventualmente debería reclamar la tierra a través del tiempo y la erosión. Sin embargo, recientemente ha expresado el deseo de restaurar la pieza, quizás en oposición al apoyo de Robert Smithson al principio de la entropía.
Para la exhibición "In Context: Michael Heizer, Geometric Extraction", MoCA pudo incluir una fotografía panorámica de la obra. Para la exposición sobre land art “Ends of the Earth” en MoCA en 2012, Heizer no quiso ninguna que se incluyese ninguna representación de Doble negativo en la exhibición. Una serie de fotografías aéreas de la obra se incluyeron en el catálogo, pero Heizer aparentemente se vio preocupado de que la documentación en una galería de museo desfigurara la obra que solo puede ser conocida a través de la experiencia física
La obra es actualmente propiedad del MoCA y es accesible vía vehículos o motocicletas de tracción en las cuatro ruedas.